# Johann Wilhelm von Hildebrand
Johann Wilhelm Edler von Hildebrand (* 19. Februar 1711 in Bückeburg, Grafschaft Schaumburg-Lippe [Taufdatum]; † 6. November 1773 in Freidorf bei Temeswar) war  Impopulationsdirektor und Administrationsrat der Landesadministration des Temescher Banats.

## Leben und Wirken
Johann Wilhelm Hildebrand kam 1764 als Administrationsrat des Temescher Banats nach Temeswar. Diese Funktion übte er bis 1773 aus. Von 1765 bis 1768 war er als Impopulationsdirektor mit der Ansiedlung deutscher Familien aus dem Reich betraut.
Während seiner Amtszeit wurden folgende Dörfer im Banat gegründet:
- 1765: Sackelhausen (300 Häuser)
- 1767: Landestreu und Hatzfeld (405 Häuser), Tschadat (204 Häuser), Großjetscha (204 Häuser), Grabatz, Bogarosch,
- 1772: Gottlob (203 Häuser), Triebswetter (203 Häuser), Ostern (52 Häuser).

Hildebrand hatte ein System bei der Neugründung von Ortschaften im Banat entwickelt. Grundlage des Systems war die Ödlandbesiedlung durch die Anlegung von Großdörfern. Diese Großsiedlungen konnten innerhalb von ein bis zwei Jahren errichtet werden, da lediglich billige, schnell gestampfte Lehmhäuser zur Verfügung gestellt wurden, die nur mit Rohr gedeckt waren. Diese Ansiedlungsmethode war für die Unterbringung sehr vieler Kolonisten geeignet, da die Errichtung der Orte relativ wenig Zeit beanspruchte. Ein Vorteil dieses Systems war, dass die Schuldenlast der Kolonisten auf Grund der billigen Bauweise in erträglichen Grenzen gehalten wurde. Aus dem gleichen Grund führte Hildebrand für die Anfangszeit eine Gemeinwirtschaft ein. Das hieß, dass die Kolonisten gemeinsam verpflegt wurden, gemeinsam ihre Häuser errichteten und die Felder der Dorfgemarkung gemeinsam bestellten. Für eine konsequente Durchführung dieser Gemeinwirtschaft setzte Hildebrand Kolonistenaufseher ein. Hildebrand hatte sein System am 14. Oktober 1766 bei der Ministerial-Banco-Hofdeputation vorgestellt. Darin versicherte er, dass er mittels seiner Methode in der Lage sei, pro Jahr etwa 2.200 Kolonistenfamilien auf der Banater Heide anzusiedeln.
1768 wurde er des Amtes enthoben. Brandenburg und Plasch führten seine Tätigkeit fort. Als ausführendes Personal wurden Carl Samuel Neumann Edler von Buchholt, Josef Franz Knoll und Johann Andreas Laff vorgesehen. 1771 erhielt er seine Stellung wieder. Mit seinem Tod endete die Theresianische Impopulation.